# Winterheart’s Guild
Winterheart’s Guild — третий музыкальный альбом финской пауэр-метал-группы Sonata Arctica, вышедший в 2003 году.
Winterheart’s Guild записан в Tico Tico Studio в сентябре — ноябре 2003 года. В записи принимал участие известный клавишник Йенс Юханссон, т.к. группа на тот момент искала замену Микко Хяркину, ушедшему из группы в конце 2002 года. Третий альбом отличается от предыдущих более тяжелым, мрачным и самостоятельным (без влияния Stratovarius) звучанием.

## Список композиций
Слова и музыка всех песен — Тони Какко.
| №                   | Название                                     | Длительность |
| ------------------- | -------------------------------------------- | ------------ |
| 1.                  | «Abandoned, Pleased, Brainwashed, Exploited» | 5:37         |
| 2.                  | «Gravenimage»                                | 6:58         |
| 3.                  | «The Cage»                                   | 4:37         |
| 4.                  | «Silver Tongue»                              | 3:58         |
| 5.                  | «The Misery»                                 | 5:08         |
| 6.                  | «Victoria’s Secret»                          | 4:43         |
| 7.                  | «Champagne Bath»                             | 3:57         |
| 8.                  | «Broken»                                     | 5:18         |
| 9.                  | «The Rest of The Sun Belongs to Me»          | 5:14         |
| 10.                 | «The Ruins of My Life»                       | 4:22         |
| 11.                 | «Draw Me»                                    | 4:05         |
| Общая длительность: | Общая длительность:                          | 59:23        |

Песня «The Rest of The Sun Belongs to Me» является бонусом на японской и корейской версиях альбома.

## Участники записи
- Тони Какко — вокал, клавишные
- Яни Лииматайнен — гитара
- Марко Паасикоски  — бас-гитара
- Томми Портимо — ударные
- Йенс Юханссон (Stratovarius) — приглашённый участник, клавишные соло в песнях «The Cage», «Silver Tongue», «Victoria's Secret» и «Champagne Bath»